# Goerodes venularis
Goerodes venularis är en nattsländeart som först beskrevs av Banks 1931.  Goerodes venularis ingår i släktet Goerodes och familjen kantrörsnattsländor. Inga underarter finns listade i Catalogue of Life.